# اسفندیار بهارمست
اسفندیار بهارمست (زاده ۱۱ مارس ۱۹۵۴ در تهران) یک داور بازنشسته فوتبال ایرانی‌تبار اهل آمریکا و عضو کمیته داوران کونکاکاف است که در مسابقات مهمی همچون جام جهانی ۱۹۹۸، کوپا آمریکا ۱۹۹۷، المپیک ۱۹۹۶ و گلد کاپ ۱۹۹۶ سوت زده‌است. بهار مست در ۱۹۷۲ به آمریکا رفت و در ۱۹۹۱ شهروند این کشور شد. او همچنین در سال ۲۰۱۹ موفق شد جایزه معتبر فوتبال ایالات متحده آمریکا را دریافت کند.

## قضاوت در جام جهانی
قضاوت او در بازی بین دو تیم برزیل و نروژ در جام جهانی ۱۹۹۸ مهمترین عامل شهرت بهارمست است. بهارمست در دقایق آخر آن دیدار با اعلام خطای جونیور بایانو مدافع برزیل بر روی توره آندره فلو مهاجم نروژ در محوطه جریمه یک ضربه پنالتی را به سود نروژاعلام کرد و سبب پیروزی دو بر یک این تیم برابر برزیل شد و در حالی که در دیگر دیدار گروه مراکش توانسته بود تیم اسکاتلند را با نتیجه سه بر صفر شکست دهد مانع از صعود تیم ملی فوتبال مراکش به مرحله بعد مسابقات شد.
در ابتدا در حالی‌که در تصاویر هیچ‌یک از ۱۶ دوربین تلویزیونی و عکاسان کنار زمین خطایی دیده نمی‌شد، برخی اعلام پنالتی از سوی بهارمست در دقایق پایانی دیدار را با توجه به مسائل داوری بازی کامرون و شیلی در روز بعد به دسیسه قدرتهای غربی برای جلوگیری از حضور تیم‌های آفریقایی در میان شانزده تیم برتر مسابقات دانستند، اما فیلم گرفته شده توسط یک دوربین سوئدی خطای آشکار بازیکن برزیلی را مشخص کرد. این اعلام پنالتی بعداً توسط مجله داوری به عنوان یکی از ۱۸ تصمیم داوری برتر فوتبال انتخاب شد.

## نظارت در المپیک
اسفندیار بهارمست همچنین به عنوان ناظر داوری مسابقه فینال رشته فوتبال در بازیهای المپیک ۲۰۱۶ برزیل حضور داشت.